# メストレ

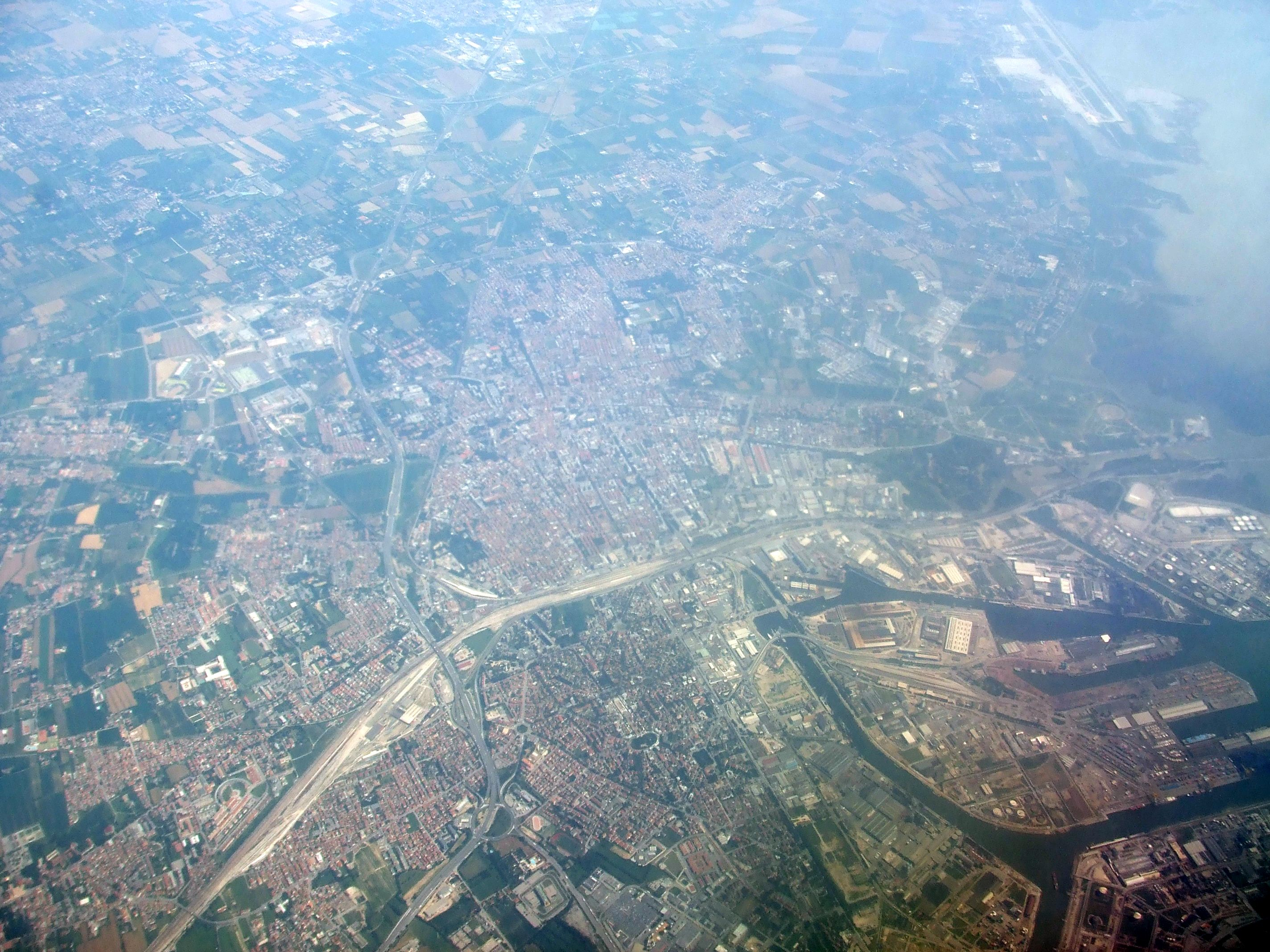
メストレの航空写真

メストレ（イタリア語: Mestre）は、イタリア共和国ヴェネト州ヴェネツィア県にある都市。行政上はヴェネツィア市の一地区（フラツィオーネ）である。
「ヴェネツィア」はヴェネト潟上の島（ヴェネツィア本島）にある都市として知られているが、自治体（コムーネ）としてのヴェネツィア市域は本土側にも広がっている。メストレは、この本土にある都市で、ヴェネツィア本島との間に橋が架けられている。
フラツィオーネとしてのメストレの人口は約8万人であり、これはヴェネツィア本島上の都市「ヴェネツィア」（約5万人）を上回る。なお、ヴェネツィア市の本土側人口は、メストレとそれに隣接するカルペネード (Carpenedo) 、マロッコ (Marocco) 、マルゲーラ (Marghera) も加え約20万人になる。メストレを独立した自治体（コムーネ）とするべきとの論は、メストレ側にもヴェネツィア側にもある。
ヴェネツィアは年中ほぼ観光地として生き長らえているが、その本土側の地区のメストレはマルゲーラ工業地帯のおかげで発展している。

## 公共交通
トレニタリアのヴェネツィア・メストレ駅がヴェネツィアを起点として各地に伸びる鉄道網の拠点駅となっており、ここを始発・終着とする列車もある。しかしメストレ駅はメストレ地区の中心部からは若干離れており、徒歩かバスでの連絡を要していた。この解消のために路面電車（ゴムタイヤトラム）が導入され、2010年12月にまず第一期開業を行った。2015年にはリベルタ橋を介してヴェネツィア本島のローマ広場に乗り入れる延長が完成し、2018年現在2路線・約20kmが運行されている。従前の交通手段であった路線バス網も健在である。